# Scarabaeus westwoodi
Scarabaeus westwoodi är en skalbaggsart som beskrevs av Edgar von Harold 1869. Scarabaeus westwoodi ingår i släktet Scarabaeus och familjen bladhorningar. Inga underarter finns listade i Catalogue of Life.